# Мартышенка
Мартышенка — посёлок в Красноярском районе Самарской области. Входит в состав сельского поселения Хорошенькое. 

## География
Находится на расстоянии примерно 15 километров по прямой на северо-восток от районного центра села Красный Яр.

## Население
Постоянное население составляло 0 человек как в 2002 году, 1 в 2010 году.